# Oswald de Andrade
José Oswald de Sousa Andrade, conegut artísticament com Oswald de Andrade   (São Paulo, 11 de gener de 1890 - São Paulo, 22 d'octubre de 1954) fou un dels grans escriptors, assagistes i dramaturgs del modernisme literari brasiler i membre del conegut Grupo dos Cinco.
Fou, amb Mário de Andrade, un dels promotors de la Setmana d'Art Modern del 1922 que es va desenvolupar en el Teatre Municipal de São Paulo entre els dies 11 i 18 de febrer. Fou considerat per la crítica com l'element més rebel del grup. Va escriure els manifests Pau-Brasil i Antropofàgic.

## Biografia
Era fill únic de José Oswald Nogueira de Andrade i d'Inês Henriqueta Inglês de Sousa de Andrade (germana de l'escriptor Inglês de Sousa), pertanyents a una tradicional família paulista, de classe alta i ascendència portuguesa.
Va iniciar els seus estudis el 1900, en l'Escola Model Caetano de Campos. El 1901, ingressa en el Gimnásio Nossa Senhora do Carmo. De 1903 a 1908 va estudiar en el Colégio São Bento, on va concloure els seus estudis amb un diploma en Humanitats. El 1909 va començar la seva carrera professional en el periodisme com a redactor i crític teatral del Diário Popular, signant la columna de Teatre i Salons. El mateix any, va ingressar en la Facultat de Dret de la Universitat de São Paulo.

### Anys 1910
El 1910 va muntar un taller amb el pintor Oswaldo Pinheiro, en el Vale do Anhangabaú de la ciutat de São Paulo. També aquell mateix any, va conèixer Rio de Janeiro, on va quedar hostatjat en la residència del seu besoncle, l'escriptor Inglês de Souza. Va passar el primer Nadal lluny de la família, acompanyat d'amics, a Santos, en una fonda.
El 1911, amb l'ajuda financera de la seva mare, va fundar el diari O Pirralho, el primer número del qual és llançat el 12 d'agost, tenint com a col·laboradors Amadeu Amaral, Voltolino, Alexandre Marcondes, Cornélio Pires i altres. Va conèixer el poeta Emílio de Meneses, de qui es va fer amic, i el va ajudar professionalment. Va col·laborar en la campanya electoral del candidat a la presidència Rui Barbosa. Aquell mateix any va passar les seves vacances a Baependi, Minas Gerais, en la hisenda de la família del seu avi patern.
El 1912 va decidir conèixer Europa, on va visitar diversos països: Itàlia, Alemanya, Bèlgica, Anglaterra, França i Espanya. Va mantenir idil·lis amb diverses dones durant el viatge, el més llarg d'ells amb una jove ballarina de cabaret, la italiana Helena Carmen Hosbale, amb qui va estar tres mesos, durant la seva estada a Milà. En un viatge a París, va conèixer una jove estudiant francesa, Henriette Denise Boufflers, una donzella de bona família, a qui Oswald anomenava afectuosament Kamiá. Es van enamorar intensament, i van mantenir la relació en secret durant un mes. Dos mesos després, el setembre del mateix any, mor la mare d'Oswald i aquest torna al Brasil, portant amb ell la Kamiá, qui havia rebut autorització de la família per vaitjar amb l'escriptor. Passen a viure junts en la casa d'ell a São Paulo.
El 1914 va néixer el fill de la parella, José Oswald Antônio Boufflers de Andrade. A partir d'aquí el casament es va desestabilitzar, amb les inseguretats i gelosia de Kamiá causades per les constants traïcions amoroses d'Oswald. El 1915, va començar a col·laborar en la revista Contemporània, i va iniciar una aventura extraconjugal amb la ballarina espanyola Carmen Lydia, que havia anat a viure al Brasil. El 1916 la seva esposa va descobrir la infidelitat, separant-se. Ella, llavors, va tornar a París amb el seu fill, i Oswald va quedar sol São Paulo, separant-se de la ballarina un mes després.
El 1917 es va enamorar de la periodista Maria de Lourdes Olzani, i a través d'ella va conèixer Mário de Andrade, amb qui organitzaria la Setmana d'Art Modern. El 1919 va acabar dret, després de parar i reprendre la facultat diverses vegades. El 1922 es va separar de Maria de Lourdes, que el va abandonar, cansada de perdonar les continues aventures extramatrimonials. Aquest mateix any, Oswald es va enamorar de la pintora Tarsila do Amaral.

### Anys 1920

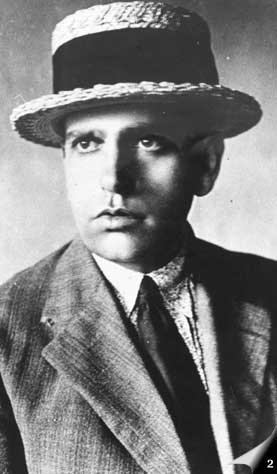
Andrade els anys 1920

Va ser un dels promotors de la Setmana d'Art Modern que va tenir lloc el 1922 en la ciutat de São Paulo, erigint-se en un dels grans noms del modernisme literari brasiler. Era conegut pel seu temperament "irreverent i combatiu", sent el més innovador de tots ells.
El 1923 va viatjar fins a França, per disputar la custòdia del fill, ja que Kamiá, encara dolguda amb el periodista, no volia que Oswald el veiés més. Andrade en va obtenir la custòdia, a causa del seu alt poder adquisitiu i influència en l'escenari cultural brasiler. Després va matricular el seu fill intern en el col·legi Licée Jaccard, a Lausana, Suïssa. Passava a visitar el nen una vegada al mes, i viatjaven plegats cada any per vacances. Quan fou major d'edat, va establir-se amb el seu pare al Brasil. Aquell mateix any de 1923 va viatjar amb la seva promesa Tarsila per divulgar els treballs artístics d'ambdós a Portugal, Espanya i el Senegal.
El 1925 va viatjar amb el seu filla, acompanyats per na Tarsila i la filla d'ella, visitant Grècia, Turquia, Israel i Egipte. Ambdós van viure junts el 1926. Amb la Crisi de 1929 en el món, Oswald va trencar la seva societat professional amb Mário de Andrade, a causa de les grans pèrdues econòmiques. Això va agreujar el seu casament, ja en crisi feia un any, a causa de les marcades diferències de temperament de la parella, les infidelitats d'Andrade i la gelosia manifesta de Tarsila. El desembre de 1929 es va separar de la seva esposa i va assumir una relació seriosa amb la seva amant, l'artistaPagu, amb qui ja es relacionava feia un any.

### Anys 1930
El dia 1 d'abril de 1930 Pagu i Oswald celebren una cerimònia simbòlica d'unió, realitzada en el Cementiri de la Consolació, a São Paulo. El fet va aparèixer en diversos noticiaris. Ambdós es van casar oficialment pel civil i per l'església només el mes següent, amb Pagu ja embarassada de sis mesos. El 25 de setembre del mateix any va néixer el fill de la parella, Rudá Poronominare Galvão de Andrade.
El seu casament amb Patrícia l'apropà a la política i es va fer militant del Partit Comunista Brasiler. Tots dos funden junts el diari O Homem do Povo ("L'Home del Poble"), que va publicar-se fins al 1945, quan Oswald va trencar amb el partit comunista. El juny de 1934 es va separar de Pagu, i Oswald va assumir una relació seriosa amb la seva amant, la pianista Pilar Ferrer, amb qui ja estava feia dos anys. Després d'un mes, es va separar de Pilar, i va iniciar una relació amb Julieta Bárbara Guerrini, una jove poeta, de família tradicional paulista, d'origen italià. El desembre la parella va passar a viure junts. La parella es va separar el 1940, per les divergències conjugals constants.

### Anys 1940 i 1950
Després de dur una vida bohèmia, mantenint relacions casuals amb dones anònimes i famoses, el 1943 va iniciar una relació amb Maria Antonieta D'Alkmin, una jove paulista, de família rica i tradicional, d'origen alemany. Ambdós van viure junts a partir del 1944. La parella va tenir dos fills: Antonieta Marília D'Alkmin de Andrade, nascuda el 1945, i Paulo Marcos D'Alkmin de Andrade, nascut el 1948. Aquest va ser l'últim matrimoni d'Oswald, que va romandre casat fins a la seva defunció.
Va morir el 1954 als 64 anys, a la seva habitació, víctima d'un infart. Va ser enterrat en el Cementiri de la Consolació, al costat dels seus pares i àvies.

## Embrió del modernisme brasiler
Va ser un dels més importants introductors del Modernisme al Brasil, i l'autor dels dos més importants manifests modernistes, el Pau-Brasil i l'Antropofâgico, així com del primer llibre de poemes del modernisme brasiler, apartat de tota l'eloqüència romàntica, titulat també Pau-Brasil.
Molt proper, al principi de la seva carrera literària, a Mário de Andrade, ambdós autors van actuar com "dinamitzadors" en la introducció i experimentació del moviment, units per una profunda amistat que es va allargar fins a finals de dècada. No obstant això, amb profundes diferències estètiques en el seu treball, Oswald de Andrade va ser també més provocador que el seu company modernista, podent avui ser classificat com un polemista. En aquest aspecte no només els seus escrits com les seves aparicions públiques van servir per modelar l'ambient modernista de la dècada de 1920 i de 1930.

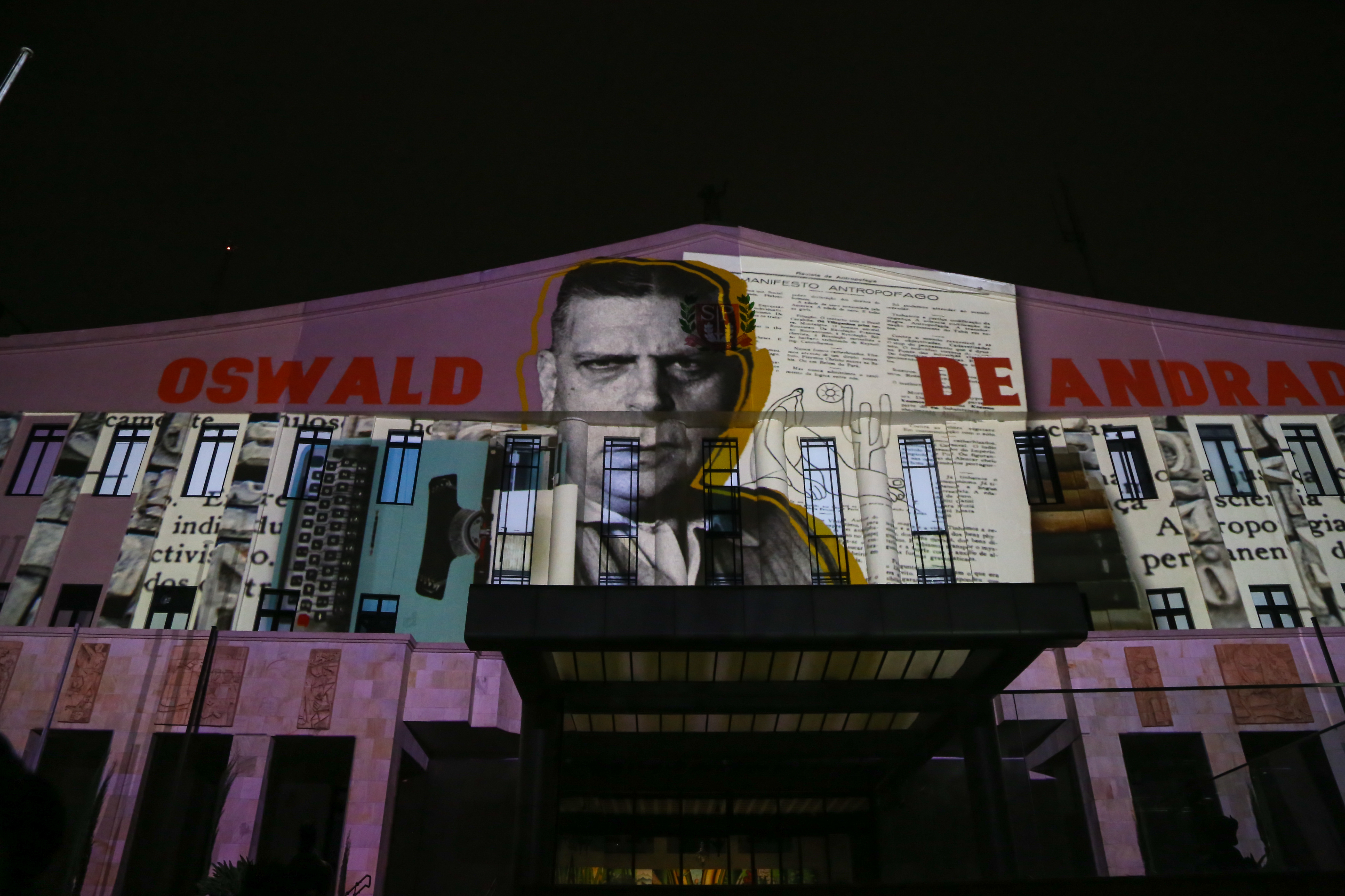
Vídeo mapping amb la imatge d'Oswald de Andrade, en commemoració del centenari de la Setmana d'Art Modern.

Va ser un dels il·lustres participants a la Setmana de l'Art Modern de 1922. Aquest esdeveniment va tenir una important funció simbòlica en la identitat cultural brasilera. D'una banda, es celebrava un segle d'independència política del Portugal, i de l'altra, en conseqüència, calia definir què era la cultura brasilera, com era sentir-se brasiler, quines eren les seves maneres d'expressió. Bàsicament, es buscava allò que el filòsof alemany Herder, a finals del segle xviii, ja havia definit com l'"ànima nacional" (Volksgeist).
Aquesta necessitat de definició de l'esperit d'un poble tenia un contrapunt, i en això el modernisme brasiler com un tot va anar amb les avantguardes europees del principi del segle, per una obertura cosmopolita al món.
En la seva recerca per un caràcter nacional (o la seva mancança, que Mário de Andrade mostra en Macunaíma), Oswald, no obstant això, va anar molt més enllà del pensament romàntic, no com van fer altres modernistes. Els anys vint, Oswald es va tornar contra les formes cultes i convencionals de l'art. Fossin la novel·la d'idees, el teatre de tesi, el naturalisme, el realisme, el racionalisme i el parnasianisme (per exemple Olavo Bilac). Li van interessar, sobretot, les formes d'expressió anomenades ingènues, primitives, o un correcte abstraccionisme geomètric latent en aquestes, la recuperació d'elements locals (indigenisme), aliats al progrés de la tècnica.
Va ser amb sorpresa i satisfacció que Oswald de Andrade va descobrir, en la seva estada en París en l'època del futurisme i del cubisme, que els elements de cultures fins aleshores considerades com a menors, com l'africana o la polinèsica, estaven sent integrats en l'art més avançat. Així, l'art de l'Europa industrial era renovat amb una revisitació a altres cultures i expressions d'altres pobles. Oswald va percebre que el Brasil i tota la seva multiplicitat cultural, des de les variades cultures autòctones dels indis fins a la cultura negra representaven un avantatge i que amb elles es podria construir una identitat i renovar les lletres i les arts. A partir d'aquí, torna la seva poesia per un correcte primitivisme i intenta fondre, posar al mateix nivell, els elements de la cultura popular i erudita.

### Manifest de la Poesia Pau-Brasil
El Manifest de la Poesia Pau-Brasil és del mateix any que el Manifest Surrealista d'André Breton, el que reforça la tesi de que el Brasil estava acompanyant plenament el moviment de les avantguardes mundials. Tenia deixat definitivament de ser una forma d'expressió després-portuguesa per afirmar-se plena i autònomament.

### Manifest Antropofàgic
Aquest manifest es constitueix en una síntesi d'alguns pensaments de l'autor sobre el Modernisme Brasiler. Es va inspirar explícitament en Marx, Freud, André Breton, Montaigne i Rousseau.

## Obres

### Manifestos
- Manifest Pau-Brasil (1924)
- Manifest Antropofàgic (1928)

### Poesia
- Pau-Brasil (1925)
- Primeiro Caderno do Aluno de Poesia Oswald de Andrade (1927)
- Cântico dos Cânticos para Flauta e Violão (1942)[19]
- O Escaravelho de Ouro (1946)[19]
- O Cavalo Azul (1947)
- Manhã (1947)
- O Santeiro do Mangue (1950)[19]

### Novel·la
- Trilogia Os Condenados (1922-1934)
- Memórias Sentimentais de João Miramar (1924)
- Serafim Ponte Grande (1933)
- Marco Zero I - A Revolução Melancólica (1943)
- Marco Zero II - Chão (1945)

### Teatre
- Mon coeur balance - Leur âme - Histoire de la fille du roi (amb Guilherme de Almeida) (1916)
- O Homem e o Cavalo (1934)
- A Morta pelo homem (1937)
- O Rei da Vela (1937)[20]

### Altres
- O Pirralho (1911-1918), periòdic literari, polític i d'humor.[21]
- Um homem sem profissão. Memórias e confissões. I. Sob as ordens de mamãe (1954).[22]
- Dicionário de Bolso (1990), publicació pòstuma organitzada per Maria Eugênia Boaventura a partir de manuscrits de l'espoli de l'autor contenint verbetes jocosos.[23]